# مصر للطيران إكسبريس
مصر للطيران إكسبريس هي شركة طيران مصرية سابقة، كانت إحدى الشركات التابعة للشركة القابضة لمصر للطيران، أنشئت في يونيو 2007، اتخذت من مطار القاهرة الدولي مقراً لعملياتها، تعتبر مصر للطيران إكسبريس شركة طيران إقليمية، حيث أنشئت خصيصاً من أجل خدمة الخطوط الداخلية (داخل مصر) وبعض الخطوط الإقليمية، وذلك من خلال الطائرات ذات الطراز الصغير من نوع إمبراير 170.
في 4 نوفمبر 2019, تم دمج شركة مصر للطيران اكسبريس الي مصر للطيران للخطوط الجوية صمن خطة إعادة هيكلة الشركة، بحيث ان يتم انهاء عمل قطاع عمليات اكسبريس في يونيو 2020 بعد بيع اخر طائرة لديها من طراز إمبراير 170 ونقل العاملين بالشركة لشركة مصر للطيران ليكون التشغيل تحت قطاع عمليات الشركة الأم.

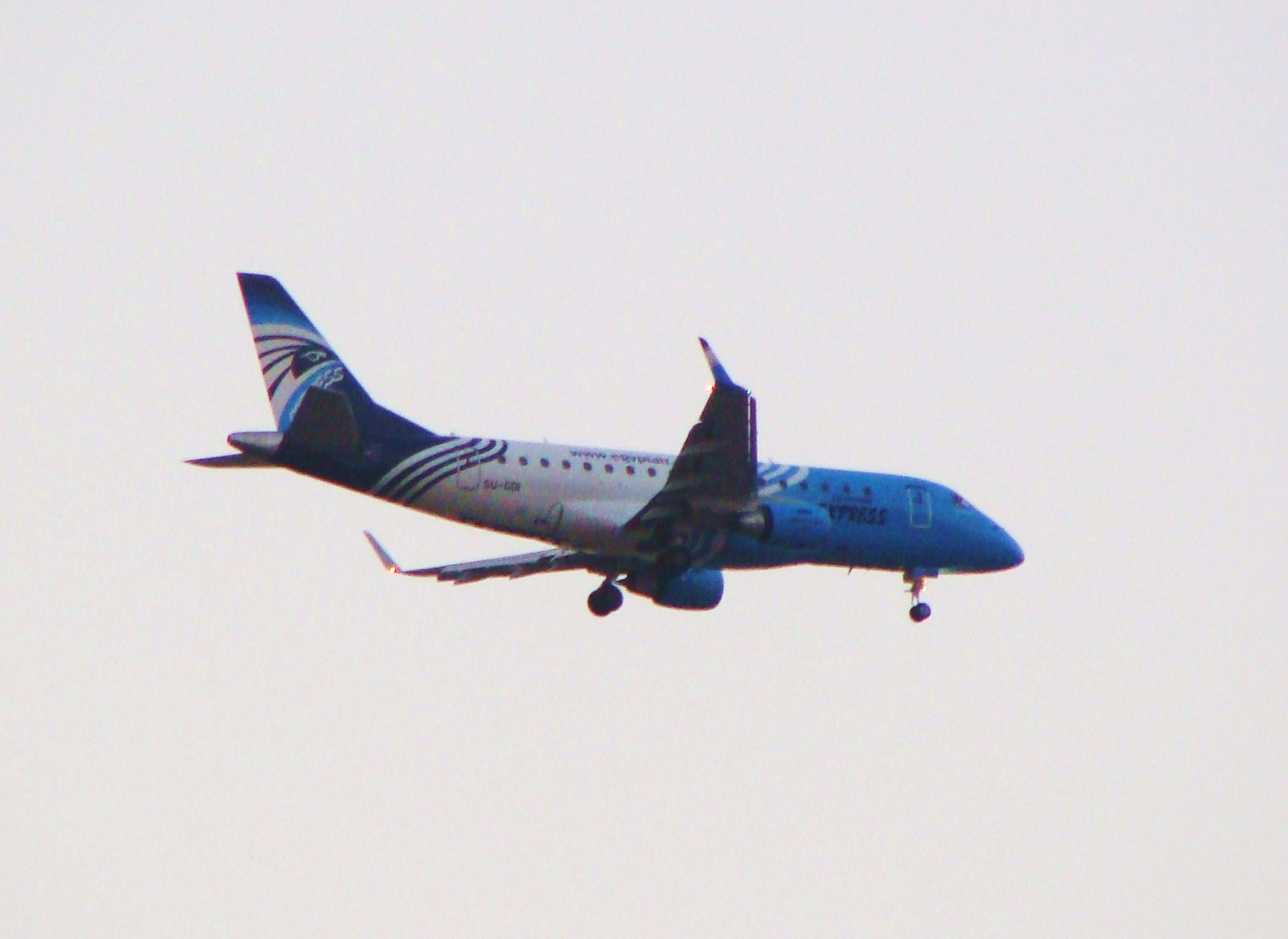
احدي طائرات إمبراير 170 التابعة لمصر للطيران إكسبريس